# Guillermo Jones
Guillermo Jones est un boxeur panaméen né le 5 mai 1972 à Colón.

## Carrière
Évoluant au début de sa carrière en poids welters, il devient champion du Panama dans cette catégorie en 1995 puis remporte la ceinture de champion d'Amérique du Sud WBA Fedelatin à la fois en welters (toujours en 1995) et en super welters l'année suivante. Battu par David Noel pour la défense de ce titre le 27 septembre 1997, il prend sa revanche deux mois plus tard par arrêt de l'arbitre dès le 1er round. 
Jones obtient alors sa première chance mondiale en super-welters: il affronte le français Laurent Boudouani le 13 février 1998 mais doit se contenter du match nul. Le combat revanche organisé à Las Vegas est de nouveau très serré et Jones perd aux points par décision partagée.
Après ce revers, Guillermo Jones monte à nouveau de catégorie et c'est en lourds-légers qu'il s'illustre. Il fait tout d'abord jeu égal face à Johnny Nelson en 2002 puis bat au 1er round Luciano Torres et Antonio Berroa en 2004. Défait de peu aux points par Steve Cunningham en 2005, il stoppe ensuite Kelvin Davis et Wayne Braithwaite au 4e round ; Jeremy Bates et Zack Page en 2007 et devient finalement champion du monde des poids lourds-légers WBA le 27 septembre 2008 en battant par arrêt de l'arbitre à la 10e reprise l'allemand Firat Arslan. Le 2 octobre 2010, Jones défend pour la première fois son titre en battant au 11e round Valery Brudov. Il récidive le 5 novembre 2011 en stoppant au 6e round Mike Marrone.
Jones est destitué le 30 octobre 2012 pour ne pas avoir affronté son challenger officiel dans le délai imparti. Le 17 mai 2013, il fait face à Denis Lebedev pour reprendre la ceinture WBA. Le combat est particulièrement violent, Jones encaisse un très grand nombre de coups sans tomber, et réplique. L’œil de Lebedev se ferme puis gonfle. Au 11e round, Lebedev chute, il se relève mais l'arbitre l'arrête. Guillermo Jones reconquiert son titre après un combat très rude mais en est dépossédé le 18 octobre pour avoir échoué à un contrôle anti drogue et Lebedev retrouve sa ceinture.